# Veselíčko (Počepice)
Veselíčko (německy Weseličko) je osada v katastrálním území Rovina obce Počepice v okrese Příbram. Nachází se asi 9 km jihozápadně od Sedlčan a asi 37 km jihovýchodně od Příbrami.
Ve Veselíčku je registrováno deset čísel popisných: 11, 31, 32, 36, 42, 43, 49, 58, 71 a 72. Prochází tudy silnice III/10525. Sousedními sídly jsou Skuhrov, Rovina, Křemenice, Libčice a Nechvalice.